# 尚虞備用處
尚虞备用处（俗稱「黏竿處」，「黏」或作「粘」；「竿」或作「杆」、「桿」等）是清朝早期设立的宮廷庶務機構，原稱「侍衛班」，康熙以前就有。據說是清初負責皇帝出巡之時之侍衛，並陪伴皇帝出遊，協助如放鷹、捕雀、射鹿、釣魚等御用差役。長官稱「尚虞備用處管理大臣」，無定員，由王公、額駙及滿蒙大臣內揀選，宗室景熠、蒙古親王僧格林沁皆擔任過此職位。后来随着乾隆死后逐渐废弛，到清末依然有此單位。
民間相傳，此機構設於雍和宫，表面上陪伴皇帝娛樂，事實上是情报机构，之所以稱為「黏竿處」，是因為雍正帝打坐靜修或者批閱奏章時，不欲被蟬聲打擾，常命「尚虞备用处」的人員，持「綁著黏布的長竹竿」（黏竿）將皇宮中樹上的蟬黏下來，而後皇帝指派此機構搜集官员和民间的情报，和明朝的厂卫一样。但不如廠衛，没有行使司法的权力。